# محاسبه دیاگرام‌های فازی
کَلفَد (CALPHAD؛ مخفف عبارت انگلیسی CALculation of PHAse Diagrams) به معنی محاسبه دیاگرام‌های فازی، روشی است که در سال ۱۹۷۰ توسط لری کافمن (Larry Kaufman) معرفی شد. یک نمودار یا دیاگرام فازی تعادلی به‌طور معمول شامل محورهای دما و ترکیب یا کامپوزیشن یک سامانه شیمیایی است. همچنین این دیاگرام‌ها شامل مناطقی هستند که دو یا چند ماده یا انحلال چند ماده با هم در تعادل باهم قرار دارند. دیاگرام‌های فازی ابزاری بسیار قدرتمند برای پیشبینی حالات و شرایط یک سیستم تحت شرایط مختلف و روشی برای توجیه اطلاعات تجربی به دست آمده از انواع سیستم‌ها در حالت تعادل است. در سیستم‌های پیچیده، روش‌های محاسباتی همانند روش مذکور برای مدل کردن ویژگی‌های ترمودینامیکی هر فاز و شبیه‌سازی رفتار فازهای چند جزئی به کار گرفته می‌شوند. این روش بر این واقعیت بنا شده که یک دیاگرام فازی ابزاری برای نمایش خصوصیات ترمودینامیکی سیستم در حالات تعادل در فازهای کاملاً منحصر به فرد است؛ بنابراین این امکان وجود دارد که با تعیین کردن تمام ویژگی‌های ترمودینامیکی در تمامی فازها، این دیاگرام‌ها را محاسبه یا به عبارت بهتر رسم کرد.

## روش‌شناسی
با استفاده از روش‌های محاسبات دیاگرام‌های فازی، یک شخص قادر است تمامی اطلاعات تجربی در تعادلات فازی یک سیستم و همچنین تمام اطلاعات ترمودینامیکی به دست آمده از مطالعات ترموفیزیکی و ترموشیمیایی را دریافت کند. سپس ویژگی‌های ترمودینامیکی هرفاز نیز با استفاده از یک مدل ریاضی شامل پارامترهای تعدیل پذیر تعریف می‌شوند. این پارامترها با استفاده از فیت کردن یک مدل به تمامی اطلاعات تجربی به دست آمده ارزیابی می‌شوند. سپس قادر خواهیم بود که دیاگرام فازی را همانند ویژگی‌های ترمودینامیکی تمام فازها محاسبه کنیم. فلسفه کلی روش‌های محاسبات دیاگرام‌های فازی این است که با استفاده از داده‌های واقعی و قابل اعتماد به دست آمده از تجربه‌های واقعی، همین ویژگی‌ها را برای فازهای پایدار و نیمه پایدار که اطلاعاتی از آن‌ها در دست نداریم پیش‌بینی کنیم.

### مدل‌سازی ترمودینامیکی یک فاز
دو عامل حیاتی در به موفقیت رسیدن روش محاسبات دیاگرام‌های فازی وجود دارد. اولا پیدا کردن مدل‌های واقع گرا درکنار مدل‌های ریاضی مناسب برای انرژی گیبس هر فاز. دلیل استفاده از انرژی گیبس این است که اکثر داده‌های تجربی لازم در دما، فشار یا هر کمیت ترمودینامیکی دیگر معین، از طریق آن قابل محاسبه است. بدست آوردن شرح دقیقی از رفتارهای سیستم‌های چندجزئی به صورت تحلیلی ممکن نیست و نیازمند آزمایش‌های تجربی ست. پس بدست آوردن ویژگی‌های اصلی و پایه‌ریزی ریاضی مدل‌ها بر اساس آنها الزامی ست. در نهایت تفاوت مدل و واقعیت با چند سری توانی مربوط به دما، فشار بیان می‌شود. در ادامه پارامترهای قابل تنظیم مدل بهبود یافته و داده‌های آزمایش دوباره ساخته می‌شوند. قدرت این روش در توانایی آن در ترکیب زیرجزءها و تشکیل یک سیستم چندجزئی است.

### محاسبات تعادلی
دومین عامل بسیار مهم در دسترس بودن نرم‌افزارهای کامپیوتری برای محاسبات تعادل و نمودارهای مختلف و مهم‌تر از آن دیتابیس (پایگاه‌های داده) با اطلاعات ذخیره شده گسترده‌است. همان‌طور که در حال حاضر مدل‌های زیاد و متفاوتی برای فازهای متفاوت وجود دارد، لذا پایگاه‌های داده‌های ترمودینامیکی زیادی به شکل رایگان یا غیررایگان برای مواد متفاوتی مانند فولادها، ابر آلیاژها، نیم رساناها، محلول‌های آبی، سرباره‌ها و … در دسترس هستند. همچنین چندین نوع مختلف نرم‌افزار با استفاده از انواع مختلف الگوریتم‌ها برای محاسبه تعادل موجود است. برای یک نرم‌افزار بسیار خوب است که اجازه محاسبه تعادل با در دست داشتن شرایط مختلف یک سیستم را بدهد. چرا که اکثر اوقات صرفاً دما و فشار و ترکیب شیمیایی به راحتی قابل دسترس نیستند و ممکن است تعادل در یک حجم ثابت یا یک پتانسیل شیمیایی مشخص از یک عنصر یا یک ترکیب معین از یک فاز خاص مطلوب باشد.

## کاربردها
CALPHAD شروعی نه چندان سریع در دهه ۶۰ داشت ولی با پیدایش بانک‌های پیچیده و گسترده ترمودینامیکی در دهه ۸۰، امروزه محصولات و نرم‌افزارهای زیادی مانند FactSage, MTDATA, PANDAT, MatCalc, JMatPro و Thermo-Calc در کنار برنامه‌های متن بازمانند OpenCalphad, PyCalphad و ESPEI در بازار وجود دارند. از این محصولات در تحقیقات و اهداف صنعتی استفاده می‌شود که با کاستن تعداد آزمایش‌های تجربی و پیش‌بینی رفتارهای ترمودینامیکی سیستم‌های چند جزئی (که بدون استفاده از این برنامه‌ها غیرقابل دسترسی است) باعث صرفه جویی بسیار در زمان و منابع و هزینه‌ها می‌شود.
همچنین مجله ای با این نام وجود دارد که یافته‌های اخیر در این زمینه را منتشر می‌کند ولی در کنار آن مجله‌های دیگری نیز وجود دارند که مقاله‌هایی در زمینه‌های استفاده از روش‌های محاسبات دیاگرام‌های فازی چاپ و منتشر می‌کنند.